# Municipio de Buzzle
El municipio de Buzzle (en inglés: Buzzle Township) es un municipio ubicado en el condado de Beltrami en el estado estadounidense de Minnesota. En el año 2010 tenía una población de 310 habitantes y una densidad poblacional de 3,31 personas por km².

## Geografía
El municipio de Buzzle se encuentra ubicado en las coordenadas 47°38′13″N 95°6′50″O / 47.63694, -95.11389. Según la Oficina del Censo de los Estados Unidos, el municipio tiene una superficie total de 93.76 km², de la cual 90,45 km² corresponden a tierra firme y (3,53 %) 3,31 km² es agua.

## Demografía
Según el censo de 2010, había 310 personas residiendo en el municipio de Buzzle. La densidad de población era de 3,31 hab./km². De los 310 habitantes, el municipio de Buzzle estaba compuesto por el 94,84 % blancos, el 0,97 % eran afroamericanos, el 1,94 % eran amerindios, el 0,65 % eran de otras razas y el 1,61 % eran de una mezcla de razas. Del total de la población el 0,97 % eran hispanos o latinos de cualquier raza.